# Hinduisk mytologi
Hinduisk mytologi utgör den övervägande delen av indisk mytologi som är knuten till hinduismen.  Mytologin presentaras i traditionell form i den klassiska indiska litteraturen, främst Mahabharata, Ramayana och purana-texterna. I Veda återfinns en rad tidiga klassiska varianter av vissa hinduiska myter.

## Översikt
Hinduismen är noga räknat inte bara religion utan hinduernas hela civilisation, där flera andra religiösa riktningar har integrerats. "Hindu" är ett persiskt ord, som helt enkelt betyder "indier" Det persiska ordet kommer från sanskrit, där "sindhu" står för Indusfloden. I Indiens religioner har, liksom i andra länders och folks religioner, myter av olika slag uppstått och knutits till de olika gudars makter, som är de särskilda religionsformernas kultföremål och väsentliga innehåll. I Indien möter oss sålunda en mängd berättelser om gudarna och deras växlande bedrifter, vare sig de är ren vidskepelse eller av övernaturlig art eller är knutna till människors handlingar här på jorden i form av äventyr av olika slag. Här förekommer sålunda på visst sätt utformade berättelser såväl om gudarnas tillkomst (teogoniska myter) och världens skapelse (kosmogoniska myter), som om gudarnas gärningar i den skapade världen, särskilt om deras förhållande till människorna och naturen. Slutligen finns uttalanden om gudarnas förhållande till världens och varelsernas undergång, respektive förvandling och förnyelse (eskatologiska myter). 

### Legender
Myterna flyter över i legenderna, i samma mån gudarna uppträder som heliga män och religionslärare eller omformats till sådana. Där guden förlorat sin karaktär av gudom och i föreställningen förvandlats till en avatar eller vanlig dödlig, där har den till guden knutna ursprungliga myten blivit folksaga och således egentligen blott själva det episka stoffet, händelsen, fortlevat. Detta har dock avklätts det eller de särdrag, som ägde gudomlig karaktär, dess bundenhet vid en gudom. En mängd av det i Indien gängse berättelsestoffet, vare sig det har karaktär av hjältesaga eller folklore, härstammar från på så vis degenererade myter. Omvänt kan vi också vara säkra på, att en del av gudsmyterna ingenting annat är än på gudarna överflyttade folksagor.